# Rauhe Else
Die rauhe Else, Rauh Ells oder Rauch Else ist ein dämonisches Wasserweib aus dem mittelalterlichen Epos Wolfdietrich aus dem 13. Jahrhundert. Die Beschreibung dieser Nixe gehört zu den ältesten ihrer Art.

## Beschreibung
In dem mittelalterlichen Epos wird von der rauhen Else berichtet, die als körperliche Merkmale eine Haut aus Schuppen aufweist, wie sie bei Fischen üblich ist. Diese ist von Moosen bewachsen, schleimig und nass. Zudem soll sie einen bis auf die Füße reichenden Kinnbart und ebenso lange Haare haben. Ihre Augen liegen in zwei Finger tiefen Augenhöhlen, die Stirn misst eine Elle, der Mund ist breit und mit langen Zähnen besetzt.
Die Rauch Else im Wolfdietrich
Die Figur wird hier als bärenartige Gestalt erwähnt, in der Wolfdietrich die Rauch Else zu erkennen glaubt. Sie verlangt von ihm, dass er sie zu seinem Weibe machen solle. Als er sie abweist, streift sie ihre Hüllen ab und wandelt sich zu einer wunderschönen Frau, da durch ihn der auf ihr lastende Fluch gebrochen wurde, wie sie sagt. Sie erklärt ihm, dass ihr Name Siegeminne sei und sie die Königin von Troy. Im Anhang zum Heldenbuch heißt es: „Wolfdietherich erste frawe hiess rauch Elss. und ward darnach genennet Sygemin die schönest ob allen weiben.“ Die rauhe Else ist die Beherrscherin der Meerwunder und der auf dem Lande lebenden „schrawazen“ (Schratt) auf dem Lande.